# Constantin Abăluță
Constantin Abăluță (Bucarest, 8 ottobre 1938 – Bucarest, 22 gennaio 2025) è stato un giornalista, poeta, politico e traduttore rumeno, laureato in architettura.
Tradusse passi da Thomas Roetke, Frank O'Hara, Wallace Stevens, Dylan Thomas.

## Opere

### Poesia
- Lumina pământului, (La luce della terra) 1964
- Piatra, (La roccia) 1968
- Psalmi, (I Salmi) 1969
- Unu, (Uno) 1970
- Eww Erre, 1972
- Poèmes. Art et poésie (1973);
- Există, (Esiste) 1974
- Iubiri,  (Amori) 1974
- Călătorii, (I Viaggi) 1977
- Obiecte de tăcere, (Gli oggetti del silenzio) 1979
- Violența memoriei pure, (La violenza della pura memoria) 1980
- Aerul, mod de folosință, (L'aereo, il modo d'utilizzo) 1982
- Planor, (L'aliante) 1983
- 11 erezii, (11 eresie) 1985
- A sta în picioare (Stare in piedi) (1986);
- Singurătatea ciclopului (La solitudine del ciclope) (1988);
- Aceleași nisipuri (La stessa sabbia) (1995);
- Marină într-un creier (Navigazione in un cervello) (1995);
- Camera cu mașini de scris (La stanza con le macchine da scrivere) (1997);
- Drumul furnicilor (La strada delle formiche) (1997);
- Cârtița lui Pessoa (La Talpa di Pessoa) (1999);
- Mic manual de tăcere (Piccolo manuale di silenzio) (1999);
- Odăile (Le stanze) (2001);
- Terasa (La terassa) (2002);
- Les Chambres. Les Parols (2003);
- Intrusul (L'intruso) (2005);

### Narrativa
- Singuratatea ciclopului, (La solitudine del ciclope) 1983
- Planeta simetrică, (Il pianeta simmetrica) 1981
- A sta in picioare, (Stare in piedi) 1983

### Antologie
- Antologia della poesia contemporanea, 2000